# Erich Linnhoff
Erich Linnhoff (né le 23 avril 1914 à Küstrin et mort le 22 décembre 2006 à Berlin) est un athlète allemand, spécialiste du 400 mètres.

## Biographie
Aux championnats d'Europe d'athlétisme de 1938, à Paris, Erich Linnhoff remporte la médaille de bronze du 400 mètres, et la médaille d'or au titre du relais 4 × 400 m, en compagnie de Hermann Blacejezak, Manfred Bues et Rudolf Harbig.

### Palmarès
| Date | Compétition           | Lieu  | Résultat | Épreuve   | Performance  |
| ---- | --------------------- | ----- | -------- | --------- | ------------ |
| 1938 | Championnats d'Europe | Paris | 3e       | 400 m     | 48 s 8       |
| 1938 | Championnats d'Europe | Paris | 1er      | 4 × 400 m | 3 min 13 s 7 |

### Records
| Épreuve | Performance | Lieu  | Date             |
| ------- | ----------- | ----- | ---------------- |
| 400 m   | 48 s 8      | Paris | 4 septembre 1938 |